# Pes pampový
Pes pampový (Lycalopex gymnocercus) je jihoamerickou šelmou, která se řadí mezi tzv. "falešné lišky". Obývá nejčastěji pampy a lesy v Argentině, Brazílii, Uruguayi a Paraguayi. I když chybí přesnější údaje o počtech psů pampových, lze o nich díky pozorování říci, že jsou poměrně hojní a jejich počet stoupá. Hlavní hrozbu pro psa pampového představují lidé, kteří je loví pro kožešiny, aby jim zabránili útočit na hospodářská zvířata. 

## Popis
Tento druh se vzhledem podobá lišce obecné, ale je o něco menší a má na zádech šedivou srst, která je krátká a huňatá. Hlavu a krk má načervenalou a uši má velké a široké. Na srsti se také objevují bílé skvrny.
Pes pampový má délku těla 50-85cm a hmotnost 4,8-6,5kg. V přírodě se dožívá 10-14 let. 

## Potrava a způsob života
Pes pampový žije převážně samotářsky, ale v době páření utváří pár a samec i samice se podílí na výchově mláďat. Na lov vyráží hlavně za soumraku a v noci. Loví hlavně drobné hlodavce, ptáky, králíky, žáby, plazy a někdy i jehňata. Občas požírá i odpadky, které najde na svém průzkumu měst a vesnic. Přes den spí ve své noře, kterou si sám nestaví, ale obsadí ji po zvířeti, které ji dříve obývalo. Pes pampový je znám tím, že si do nory nosí kusy oblečení a jiných předmětů. Když se ocitne v nebezpečí, začne předstírat, že je mrtvý.

## Poddruhy
- Lycalopex gymnocercus gymnocercus - severovýchodní Argentina, Uruguay, Paraguay, Brazílie
- Lycalopex gymnocercus antiquus: střední Argentina
- Lycalopex gymnocercus domeykoanus: severní Chile
- Lycalopex gymnocercus gracilis: západní Argentina
- Lycalopex gymnocercus maulinicus: střední Chile